# Synagoge (Buding)

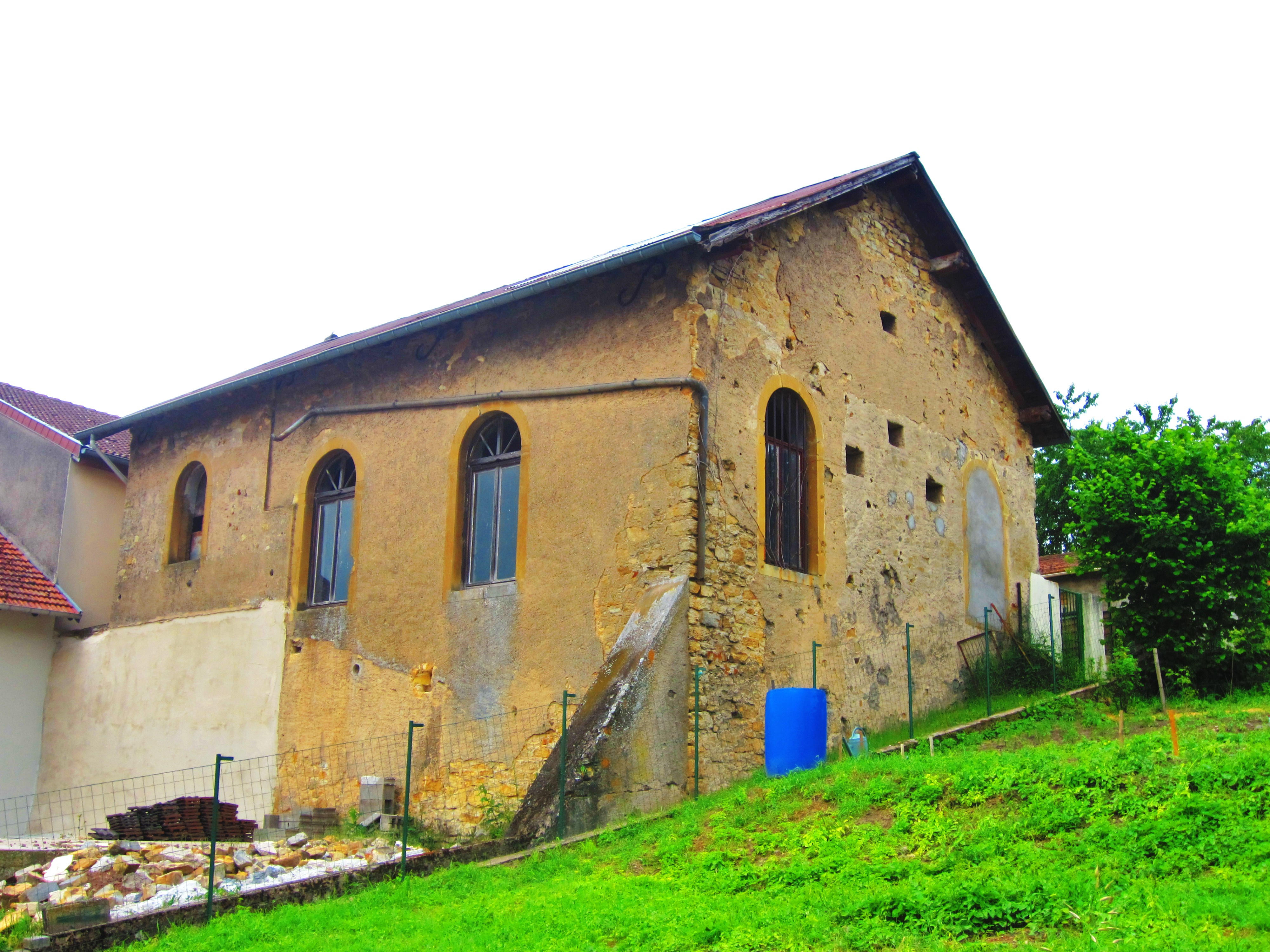
Synagoge in Buding (2013)

Die Synagoge in Buding, einer Gemeinde im Département Moselle in der französischen Region Lothringen, wurde zwischen 1838 und 1854 errichtet. Die profanierte Synagoge an der Route d'Inglange Nr. 12 ist in schlechtem baulichen Zustand. Sie wird heute als Remise genutzt.
Die Frauenempore und der Toraschrein sind noch vorhanden. Ebenso ist die originale Wandbemalung noch erkennbar.